# Dzharilgach
La isla Dzharilgach (en ruso: Джарилгач) es una isla del óblast de Jerson muy próxima a la península de Crimea, Ucrania. Su superficie es de 56 km² y tiene una longitud de km, lo que hace de ella la isla mayor del mar Negro. Tiene playas arenosas limpias y manantiales de agua mineral. En el medio de la isla hay un manantial de agua dulce, y más de cuatrocientos lagos salados de pequeño tamaño están dispersos por su superficie. La flora y fauna de Dzharilgach son únicas y están bien conservadas. Es el hábitat de jabalíes, ciervos y muflones, así como numerosas gaviotas y cormoranes que pescan cangrejos, Rapana venosa y camarones.